# Déli-szigeti álfakusz
A déli-szigeti álfakusz vagy szirti álfakusz (Xenicus gilviventris) a madarak osztályának verébalakúak (Passeriformes) rendjébe az álcsuszkafélék (Acanthisittidae) családjába tartozó Xenicus nem egyetlen még élő faja. 2022-ben az év madara lett Új-Zélandon.

## Rendszerezése
A fajt August von Pelzeln osztrák ornitológus írta le 1867-ben.

## Előfordulása
Endemikus faj, csak az Új-Zélandhoz tartozó Déli-szigeten honos. Természetes élőhelyei a magashegységi alpin és szubalpin erdők. Kedveli a gyér növényzetű, cserjés sziklakibúvásokat, kőomlásokat.

## Megjelenése
Testhossza 10 centiméter, testtömege 16-20 gramm. A hím élénk olívazöld, a tojó kissé barnásabb, zöldes árnyalatú.
|  |

## Életmódja
Rovarokkal táplálkozik, melyeket a kövek hasadékaiból és a kövek közül szedeget össze. Nagy lába a hóban segíti, a hosszú karmai pedig a sziklákon való közlekedésben.

## Szaporodása
Földön fekvő korhadó törzsek alatt, sziklarésekben és talajüregekben fészkel. Évente csak egy költése van, mert a magashegységekben viszonylag rövid a költésre alkalmas időszak.  Fészekalja rendszerint 3 tojásból áll, melyeket a tojó egyedül költ ki. A költési időszak alatt a hím eteti a tojót, majd együtt gondozzák a  fiókákat rovarokkal és pókokkal.

## Természetvédelmi helyzete
Az elterjedési területe  kicsi és töredezett, egyedszáma 5000 példány körüli és csökken. A Természetvédelmi Világszövetség Vörös listáján veszélyeztetett fajként szerepel.
Mielőtt az európai telepesek megérkeztek Új-Zélandra a faj mindkét nagy szigeten előfordult. Azóta a betelepített kis ragadozók elsősorban a menyétek miatt állományai nagyon visszaestek. Ez a faj élete java részét a talajon tölti és felröppenve is csak néhány métert száll odébb, így könnyű zsákmánya a ragadozóknak.